# Setophaga delicata
Setophaga delicata е вид птица от семейство Певачови (Parulidae).

## Разпространение
Видът е ендемичен за Сейнт Лусия.